# Denji
Denji (デンジ?) es el personaje principal de la serie de manga Chainsaw Man de Tatsuki Fujimoto. Después de la muerte de su padre, Denji hereda una enorme deuda con la yakuza. Su vida cambia radicalmente al conocer al demonio motosierra, Pochita, lo que lo impulsa a convertirse en cazador de demonios con la esperanza de saldar lo que debe. Sin embargo, la yakuza  acaba con su vida, y Pochita se convierte en su corazón, sellando un pacto con Denji, quien anhela una existencia común y corriente. A partir de entonces, al jalar un cordón en su pecho, adquiere la forma del híbrido humano-demonio conocido como Hombre motosierra (チェンソーマン Chensō Man?). Como cazador de demonios de la División Especial de Seguridad Pública, se une a los miembros de la 4ª División Especial de Tokio en la lucha contra el demonio pistola, al tiempo que persigue sus propios intereses personales.
Denji protagoniza la primera parte de la serie, y desempeña un papel de gran relevancia en la segunda parte. Su personaje ha sido elogiado por críticos, quienes han destacado cómo sus objetivos sencillos contrastan con los ideales más ambiciosos típicos de los protagonistas shōnen. Su trasfondo y las relaciones que forja, en especial con Pochita y Power, han sido recibidos de manera muy positiva. En la versión original en japonés, Denji es interpretado por Kikunosuke Toya, mientras que Emilio Treviño lo interpreta en español latino.

## Concepción y desarrollo
En comparación con su trabajo en Fire Punch, Tatsuki Fujimoto optó por dotar a Denji de una profundidad emocional mayor que la de Agni, el protagonista de su obra anterior. Fujimoto decidió infundir parte de su propia personalidad en Denji, lo que se reflejó en las tendencias masoquistas del personaje. Cuando Fujimoto escribió inicialmente a Chainsaw Man, la idea principal era un protagonista capaz de materializar una motosierra desde su cabeza al jalar un cordón; a partir de este concepto, Fujimoto desarrolló la narrativa y la personalidad de Denji. A pesar de la duda inicial de su editor sobre convertir a Denji en el protagonista, preocupado de que un héroe que luchara con motosierras fuera fácilmente malinterpretado como un villano, Fujimoto trabajó con su editor para superar este primer obstáculo. La dinámica entre Denji y Pochita se inspiró en la relación entre Finn, el humano y Jake, el perro de Hora de Aventuras, ya que Fujimoto era un admirador de estos personajes.
El guionista Hiroshi Seko percibió el encanto de la serie en el enfoque singular de Denji, quien muestra interés únicamente en disfrutar comidas y tener citas, lo cual contrasta con otras series que ha observado. Por otro lado, Manabu Otsuka apreció cómo Fujimoto logra resaltar el vínculo entre Denji, Aki y Power, al centrarse en sus dinámicas al convivir. Al realizar la adaptación del manga, el equipo se esmeró en ejecutar adecuadamente el lenguaje corporal de Denji y Makima.
Yūji Kaku, autor de Jigokuraku y exasistente de Fujimoto, notó la similitud entre el carácter de Denji y el propio Fujimoto, afirmando que la forma grosera de hablar de Denji es «totalmente así» como la de Fujimoto: «Hay momentos en los que Fujimoto-sensei habla exactamente igual que Denji». Kaku sintió que la inclusión de la motosierra de forma «simplemente pegadas» a Denji fue intencional para que no pareciera natural. Además, destacó el diseño de Denji como el Hombre motosierra, donde Fujimoto se enfocó en la simplicidad del diseño sin agregar «ni un poco más» en lo que respecta a las hojas, y cómo Fujimoto incorpora la comedia en sus diseños. Denji fue el personaje favorito de Kaku en Chainsaw Man, y como conmemoración, dibujó una ilustración de Denji.

### Actores de voz
A pesar de ser poco conocido, Kikunosuke Toya fue seleccionado entre los actores de voz destacados de la serie para darle vida a Denji. Toya se sintió complacido por haber sido elegido para el papel. En su primera audición en el estudio, el director le indicó que no hiciera que su interpretación pareciera un anime. Toya percibió que sus primeros trabajos no generaron una respuesta inicial positiva. A pesar de ello, finalmente fue seleccionado para dar voz a Denji. El actor recordó sentir nervios al leer el guion la noche anterior. No obstante, el equipo fue amable con él, lo que facilitó su trabajo y le ayudó a relajarse.
En el doblaje al inglés de la serie, Ryan Colt Levy interpreta a Denji. El actor describe a Denji como «puro» debido a lo honesto y relatable que resulta, gracias a lo abierto que es acerca de sus sentimientos. Levy señaló que la adaptación del anime suavizó una escena en la que el personaje se vuelve agresivo, lo que limitó la posibilidad de mostrar ese aspecto del protagonista. Como consecuencia de la popularidad de la serie y el personaje, Levy siente presión al interpretar a Denji.

## Apariciones

### Primera parte
Denji, atrapado en la pobreza, trabaja como cazador de demonios para saldar la deuda de su difunto padre con la yakuza, ayudado por Pochita, su compañero canino. Tras ser traicionado y asesinado por la yakuza en un contrato con el demonio zombi, Pochita se fusiona con él como un híbrido humano-demonio. Denji se une a una división gubernamental de cazadores liderada por Makima, quien lo convence para unirse después de mostrarle amabilidad. Luego, se le encomienda la misión de matar al demonio pistola, responsable de la mayor masacre en la historia humana.
Después de ser entrenado y enfrentar múltiples desafíos, Denji se involucra en un romance con Reze, en realidad, el demonio bomba, una espía híbrida enviada para capturarlo. Eventualmente, Makima lo traiciona, revelándose como el demonio del control, detrás de las pérdidas de Denji y planeando anular su contrato con Pochita. En una confrontación final, Denji lucha contra Makima con la ayuda de Power, revive y se enfrenta a la verdadera forma de Makima para acabar con su inmortalidad.
Tras la batalla, se revela que el demonio del control ha renacido como Nayuta, una niña. Kishibe le pide a Denji que cuide de ella, y Pochita lo respalda en sus sueños. Finalmente, Denji se inscribe en la escuela secundaria y continúa combatiendo a los demonios bajo la mirada del público.

### Segunda parte
Denji se ha adaptado a una vida más normal, asistiendo a la escuela secundaria Fourth East, mientras vende cigarrillos reciclados para subsistir y utiliza su reciente fama como el Hombre motosierra para atraer mujeres. Más tarde conoce a Asa Mitaka, una estudiante que es secretamente el recipiente del demonio Yoru, y niega rotundamente su identidad como el Hombre motosierra. Asa, disgustada por su comportamiento, planea manipular a Denji para convertirlo en un arma, sin saber su verdadera naturaleza.
Denji ayuda a Asa a enfrentarse a su examiga Yuko, quien huye tras el altercado y termina siendo asesinada por un impostor haciéndose pasar por Denji. Posteriormente, durante una cita en el acuario con Asa, tanto él como Hirofumi y otros estudiantes quedan atrapados por el demonio de la eternidad. Asa logra derrotar al demonio utilizando todo el acuario como arma. Luego, Yoru posee a Asa y trata de crear una espada con la médula espinal de Denji, pero el plan fracasa debido a que Denji no percibe el peligro. La secuencia de eventos se intensifica cuando Denji lucha contra otro demonio, que intenta aprovechar sus viejos traumas, pero Denji responde cortando el cerebro del demonio con su motosierra, una táctica que aparentemente siempre utiliza cuando enfrenta a demonios que lanzan ataques mentales.

## Recepción
Las críticas iniciales a Denji llevó a comparaciones con otros héroes del género, mayormente con arquetipos oscuros. Anna Neatrour de Manga Report describió a Denji como un «héroe increíblemente dañado pero potencialmente poderoso».